# أليكسي كوزنيتسوف (ملحن)
أليكسي كوزنيتسوف (الروسية: Алексей Кузнецов) هو عازف الغيتار الكلاسيكي وملحن روسي، ولد في 6 سبتمبر 1941 في تشيليابنسك في روسيا.